# بيري يفيس بولومات
بيري يفيس بولومات (بالفرنسية: Pierre-Yves Polomat)‏ (27 ديسمبر 1993 بفور دو فرانس في فرنسا - ) هو لاعب كرة قدم فرنسي في مركزي الظهير والدفاع. شارك مع منتخب فرنسا تحت 20 سنة لكرة القدم. أما مع النوادي، فقد لعب مع ستاد لافال ونادي سانت إتيان ونادي شاتورو.

## وصلات خارجية
- بيري يفيس بولومات على موقع الاتحاد الدولي (مؤرشف)  (الإنجليزية)
- بيري يفيس بولومات على موقع اتحاد تركيا (لاعب) (الإنجليزية)
- بيري يفيس بولومات على موقع قاعدة بيانات كرة القدم.إي يو (الإنجليزية)
- بيري يفيس بولومات على موقع Soccerway.com (الإنجليزية)
- بيري يفيس بولومات على موقع عالم كرة القدم.نت (الإنجليزية)
- بيري يفيس بولومات على موقع GSA (الإنجليزية)